# واکنش کاباچنیک–فیلدز
در شیمی آلی ترکیبات فسفر، واکنش کاباچنیک–فیلدز (به انگلیسی: Kabachnik–Fields reaction) یک واکنش آلی سه‌جزئی است که در آن آلفا-آمینومتیل‌فسفونات‌ها از یک آمین، یک ترکیب کربونیل و یک دی‌آلکیل فسفونات، (RO)2P(O)H (که دی‌آلکیل‌فسفیت نیز نامیده می‌شوند) تشکیل می‌شود. آمینوفسفونات‌ها اهداف سنتزی هستند که به‌عنوان آنالوگ‌های فسفرِ آلفا-آمینو اسیدها (یک بیوایزوستر) اهمیت دارند. این واکنش چندجزئی به‌طور مستقل توسط مارتین ایزرایلویچ کاباچنیک و الیس کی. فیلدز در سال ۱۹۵۲ کشف شد. این واکنش بسیار شبیه به واکنش دوجزئی پودویک است که شامل تراکم فسفیت و یک ایمینِ از پیش تشکیل شده‌است.
اولین مرحله در این واکنش، تشکیل یک ایمین است و به دنبال آن یک مرحله هیدروفسفونیل‌دار کردن که در آن پیوند P-H فسفونات از طریق پیوند دوگانه C=N تشکیل می‌شود. جزء کربونیل اولیه معمولاً یک آلدهید و گاهی کتون است. واکنش را می‌توان با ترکیبی از واکنشگر آبگیری‌کننده و اسید لوئیس تسریع کرد.
انواع انانتیوگزینِ واکنش کاباچنیک–فیلدز توسعه داده شده‌است، برای مثال استفاده از α-متیل‌بنزیل‌آمین یک α-آمینوفسفونات کایرال و غیر راسمیک ایجاد می‌کند.